# Henry Brougham, 1. Baron Brougham and Vaux

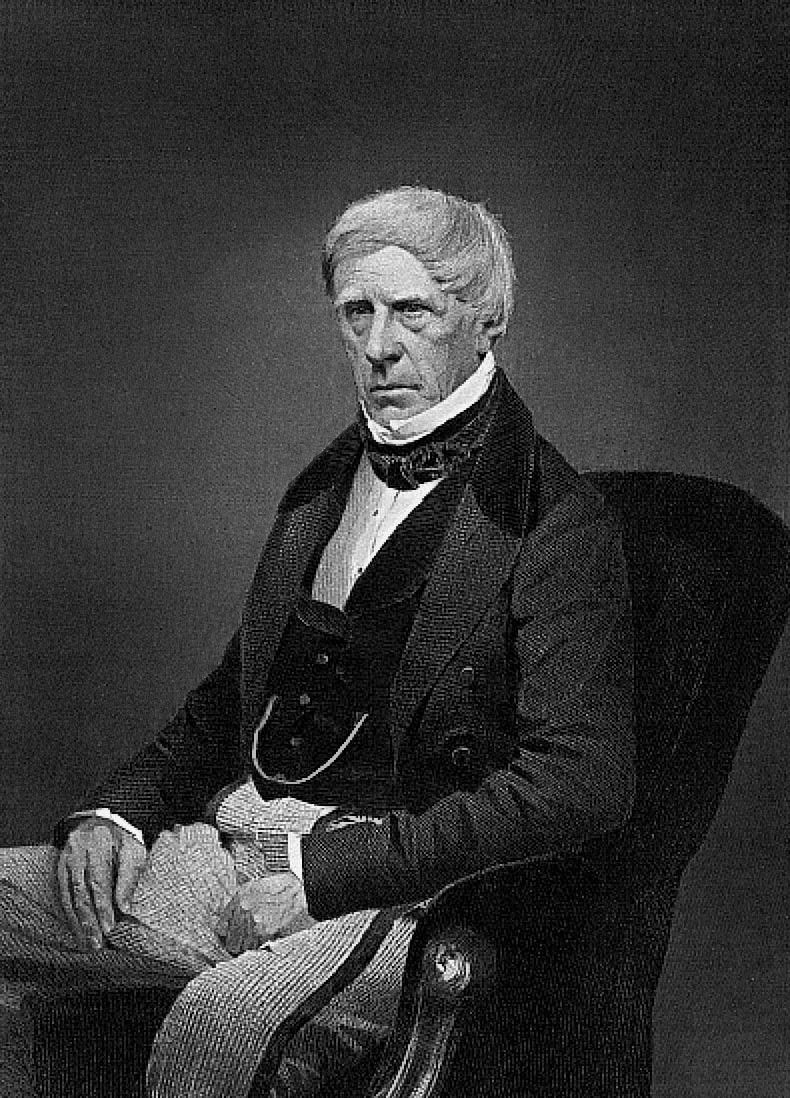
Henry Brougham, 1. Baron Brougham and Vaux

Henry Peter Brougham, 1. Baron Brougham and Vaux /bɹuːm ænd vəʊks/ (* 19. September 1778 in Edinburgh; † 7. Mai 1868 in Cannes) war Schriftsteller, Anwalt, Wissenschaftler, Mitglied der britischen Partei der Whigs und entschiedener Gegner der Sklavenhaltung. Als Mitglied der britischen Regierung war er ein Anhänger des Freihandels sowie maßgeblich am Reform Act 1832 und dem Slavery Abolition Act von 1833 beteiligt. Im Jahr 1820 war er Verteidiger der britischen Königin Caroline von Braunschweig in der Pains-and-Penalties-Bill-Anhörung, mit der Georg IV. versuchte, ihr die Rechte der Königin zu entziehen.

## Leben

### Die frühen Jahre
Henry Brougham wurde in Edinburgh geboren, wo die Familie seit Jahrhunderten großen Einfluss hatte. Brougham wurde an der Royal High School in Edinburgh erzogen und studierte dann an der University of Edinburgh Naturwissenschaften, Mathematik und Jurisprudenz. Er veröffentlichte über die Royal Society mehrere wissenschaftliche Artikel, die sich mit Licht und Farbe sowie mit optischen Effekten beschäftigte. Nur 25 Jahre alt wurde er zum Fellow der Royal Society ernannt. Brougham zog jedoch eine Karriere in der Jurisprudenz einer wissenschaftlichen Laufbahn vor. Er arbeitete parallel als Journalist und war einer der Gründer des Edinburgh Review, für den er Artikel in Wissenschaft, Politik, Literatur, Medizin, Mathematik und Kunstgeschichte verfasste.
Henry wurde in Stornoway ein Mitglied im Bund der Freimaurer. Seine Loge war die dort ansässige Fortrose Lodge. Später wurde er ein Mitglied der Cannongate Kilwinning Lodge in Edinburgh.

### Politische Karriere bis 1830
Der Erfolg des Edinburgh Review machte Henry Brougham auch in London bekannt. Er war bald eine bekannte Persönlichkeit der Londoner Gesellschaft und gewann unter anderem die Freundschaft von Lord Grey und anderen führenden Mitgliedern der Whig-Partei. 1806 wurde er von Charles James Fox, der in der damaligen Regierung für die Außenpolitik verantwortlich war, als Mitglied einer diplomatischen Delegation nach Portugal entsandt. Die Mission hatte zum Ziel, der drohenden französischen Invasion von Portugal vorzubeugen. Während dieser Jahre wurde er auch zum entschiedenen Gegner der Sklaverei.
Trotz seiner Bekanntheit erlangte Brougham erst 1810 in einem Rotten borough einen Sitz im House of Commons, den er jedoch bereits zwei Jahre später wieder verlor. Bis 1816 war er ohne Parlamentssitz; als er dann einen Sitz im Parlament wiedererlangte, entwickelte er sich zu einer der einflussreichsten Mitglieder des Unterhauses. Zu den Zielen, die er verfolgte, gehörte vor allem die Schaffung von Bildungsmöglichkeiten für die Unterschichten und eine Rechtsreform.

### Verteidiger der Caroline von Braunschweig
1812 wurde Henry Brougham zu einem der wichtigsten Ratgeber der Caroline von Braunschweig, zu diesem Zeitpunkt die Princess of Wales. Der Kronprinz Georg hatte die deutsche Prinzessin 1796 geheiratet, um durch diese legale Verbindung sich seiner Schulden zu entledigen. Die Ehe erwies sich von Beginn an als Desaster. Caroline von Braunschweig wurde zwar noch in der Hochzeitsnacht schwanger – der Kronprinz versicherte später, er hätte nur in dieser Nacht Geschlechtsverkehr mit ihr gehabt – und das Ehepaar tolerierte einander noch, bis die gemeinsame Tochter Charlotte Augusta geboren wurde. Danach gingen die beiden getrennte Wege. Caroline von Braunschweig lebte in einem Vorort von London und führte dort ein unkonventionelles und von höfischen Zwängen freies Leben.
Ziel des Kronprinzen war es allerdings, sich von seiner Frau scheiden zu lassen. Zwischen 1810 und 1820 wurde dazu mehrfach Anläufe unternommen, bei der Caroline von Braunschweig unter anderem ein Leben nachgewiesen werden sollte, das der Ehefrau des Thronfolger, Regenten und später Königs nicht anstand. Henry Brougham wurde zum entscheidenden Verteidiger der Königin und intervenierte mehrfach in ihrem Namen. Nach dem Tod von Georg III. war der Kronprinz als Georg IV. seinem Vater nachgefolgt. Er wollte jedoch Caroline von Braunschweig nicht die Rechte einer Königin zugestehen. Da ein normaler Scheidungsprozess Caroline von Braunschweig die Möglichkeit eingeräumt hätte, die außerehelichen Beziehungen ihres Mannes zu thematisieren, wurde stattdessen im Jahr 1820 die Pains and Penalties-Anhörung auf dem Wege gebracht. Diese gab dem britischen Parlament das Recht, die Ehe zwischen Georg IV. und Caroline von Braunschweig zu annullieren, wenn diese sich ihrer Rolle als Königin als unwürdig erweisen sollte. Der Hauptankläger beschuldigte Caroline von Braunschweig dabei des Ehebruchs mit einem ihrer italienischen Bediensteten.
In dieser Pains-and-Penalties-Anhörung war Henry Brougham der wichtigste Verteidiger der Königin. Die Anklage hatte einer Reihe von Bediensteten der Königin in den Zeugenstand gerufen, die für eine Beziehung zwischen Caroline und ihrem Bediensteten allerdings nur Indizien vorbringen konnten. Im Kreuzverhör konnte Henry Brougham zeigen, dass die Zeugen der Anklage zum Teil erhebliche finanzielle Vorteile aus der Unterstützung der Gegenseite gezogen hätten, was ihre Glaubwürdigkeit erheblich erschütterte. Dies führte dazu, dass die Pains and Penalties-Bill seitens der britischen Regierung wieder zurückgezogen wurde. Der Prozess, der landesweit für großes Aufsehen sorgte, machte Brougham zu einem der bekanntesten Männer im Vereinigten Königreich.

### Lordkanzler
1830 wurde Brougham in der Regierung von Charles Grey, 2. Earl Grey, zum Attorney General ernannt. Kurze Zeit später wurde ihm das Amt des Lordkanzlers angeboten und er als Baron Brougham and Vaux in den Adelsstand erhoben. Er hatte dieses Amt vier Jahre lang inne, zuletzt unter William Lamb, 2. Viscount Melbourne. Nachdem die Tories 1834 die Regierung übernahmen, verlor auch Brougham sein Amt.

### Familie
Brougham heiratete 1821 Mary Spalding, mit der er zwei Töchter hatte, die allerdings vor ihren Eltern starben. Aus diesem Grund wurde Brougham der Titel eines Baron Brougham and Vaux 1860 nochmals, nun aber mit einem besonderen Vermerk verliehen, dass er auch auf seinen jüngeren Bruder und dessen männliche Abkömmlinge übergehen könne. Dies geschah insbesondere wegen seiner besonderen Verdienste bei der Abschaffung der Sklaverei.
Ab 1835 lebte Brougham mit seiner Frau zeitweise in Cannes, das durch ihn entdeckt und sodann zu einem mondänen Badeort wurde. Dort ist er auf dem Cimetière du Grand Jas beerdigt. Sowohl auf dem Friedhof als auch auf der Seepromenade von Cannes stehen Statuen von Brougham.